# 衮臣
衮臣（？—1728年），喀尔喀蒙古车臣汗部人，博尔济吉特氏。清朝第五代车臣汗。车臣汗乌默客的长子。
康熙四十八年（1709年）车臣汗乌默客去世，衮臣袭封车臣汗。驻牧在克鲁伦河流域。雍正六年（1728年）衮臣去世，长子車布登班珠爾袭封车臣汗。雍正十三年（1735年），垂扎布去世，衮臣次子达玛璘袭封车臣汗。